# Wassil Batschwarow
Wassil Batschwarow (bulgarisch Васил Бъчваров; * 22. Juli 1992 in Sofia) ist ein bulgarischer Eishockeyspieler, der seit 2015 beim SK Irbis-Skate in der bulgarischen Eishockeyliga unter Vertrag steht.

## Karriere
Wassil Batschwarow begann seine Karriere als Eishockeyspieler beim SK Irbis-Skate, für den er 2015 in der bulgarischen Eishockeyliga debütierte und mit dem er 2016, 2017 und 2019 bulgarischer Landesmeister.

### International
Mit der bulgarischen Nationalmannschaft nahm Batschwarow, der im Juniorenbereich nie international eingesetzt wurde, erstmals an der Weltmeisterschaft der Division II 2016 sowie dem Turnier der Division III 2019, als der Wiederaufstieg in die Division II gelang, teil. Zudem stand er bei der Olympiaqualifikation für die Winterspiele 2022 in Peking auf dem Eis.

## Erfolge und Auszeichnungen
- 2016 Bulgarischer Meister mit dem SK Irbis-Skate
- 2017 Bulgarischer Meister mit dem SK Irbis-Skate
- 2019 Bulgarischer Meister mit dem SK Irbis-Skate

### International
- 2019 Aufstieg in die Division II, Gruppe B, bei der Weltmeisterschaft der Division III